# Sonic Rivals
Sonic Rivals is een racespel uit de Sonic-franchise. Het spel is ontwikkeld door Backbone Entertainment voor de PlayStation Portable.
Het spel is geheel in 2,5D, wat uniek is voor Sonic-spellen.

## Personages

### Bespeelbare personages
- Sonic the Hedgehog: heeft als speciale vaardigheid de Sonic Boom, die zijn snelheid enorm laat toenemen.

- Knuckles the Echidna: kan tegenstanders verlammen met zijn Hammer Punch.

- Shadow the Hedgehog: kan zijn tegenstanders vertragen met behulp van Chaos Control.

- Silver the Hedgehog: kan de besturing van zijn tegenstanders verstoren dankzij ESP.

- Metal Sonic: kan de aanvallen van anderen kopiëren.

### Ondersteunende personages
- Miles "Tails" Prower: is door Dr. Eggman gevangengenomen. Het is aan Sonic om hem en Blaze te bevrijden.

- Blaze the Cat: Is door Dr. Nega ontvoerd. Ze zit samen met Tails opgesloten in Nega's geheime schuilplaats.

- Rouge the Bat: doet in het spel een schokkende ontdekking over "Dr. Eggman", maar verdwijnt dan spoorloos. Shadow moet haar opsporen om te weten te komen wat ze ontdekt heeft.

- Dr. Eggman: Eggma lijkt aanvankelijk de schurk te zijn, maar later wordt ontdekt dat hij ook een slachtoffer is van het echte meesterbrein achter de kaarten: Eggman Nega.

- Eggman Nega: een andere Eggman uit de toekomst. Hij is de ware antagonist van het spel. Hij gebruikt een speciale camera om levende wezens in kaarten te veranderen.

## Gameplay
Hoewel het spel de traditionele 2D side-scrolling platforms uit oudere Sonic-spellen hanteert, heeft het spel wel geheel 3D graphics waardoor het perspectief van de camera kan draaien tijdens het spel.
Sonic Rivals bestaat uit vele verschillende modes: Singleplayer mode kent de verhaalmode, uitdagingsmode en Cup Circuit. Wireless Play Mode bevat multiplayerspellen en races.
In de verhaalmode heeft elk van de vier bespeelbare personages een eigen verhaal, en nemen ze het tegen elkaar op in een race. De multiplayermode wordt ad hoc gespeeld, en spelers kunnen hun racers zelf samenstellen met de kaarten die ze hebben gewonnen in de singleplayermode.
Het spel bevat 7 power-ups voor de personages met zowel offensieve als defensieve vaardigheden. Dit zijn onder andere vuur, ijs, mine, illusies, wind, magneetrin en ster. Hoewel de ster-powerup specifiek is voor een personage, zijn de andere power-ups voor elk personage hetzelfde.
Tijdens het spelen kunnen spelers kaarten verzamelen van hun personage. Indien ze al deze kaarten bemachtigen wordt er voor dat personage een extra kostuum beschikbaar.
Elk personage heeft drie ontsluitbare kostuums:
- Sonic: Leather, Ice, Black Tie
- Knuckles: Leather, Armor, Eggman
- Shadow: Leather, Flame, 80's
- Silver: Leather, Lightning, Christmas
- Metal Sonic: Leather, Circuits, Jester

## Levels
Het spel telt zes zones, elk met drie levels. Het derde level is een eindbaasgevecht. Uitzondering is de Sky Park-zone, waarin geen eindbaas voorkomt.
De zones zijn:
- Forest Falls
- Colosseum Highway
- Sky Park
- Crystal Mountain
- Death Yard
- Meteor Base

## Kaarten
Sonic Rivals bevat een extensief system van kaarten die de speler kan verzamelen en ruilen met andere spelers. Er zijn in totaal 150 kaarten. De kaarten dienen vooral om geheime kostuums voor de personages te ontsluiten.

## Ontvangst
Het spel werd wisselend ontvangen:
| Beoordeeld door       | Datum            | Score |
| --------------------- | ---------------- | ----- |
| Futuregamez.net       | 20 februari 2007 | 78%   |
| IGN                   | 22 november 2006 | 74%   |
| 4Players.de           | 4 december 2006  | 70%   |
| Eurogamer.net (GB)    | 11 januari 2007  | 70%   |
| Press Start Online    | 12 december 2006 | 70%   |
| Video Games Daily     | 19 februari 2007 | 65%   |
| GameDaily             | 28 november 2006 | 60%   |
| Factornews            | 6 maart 2007     | 40%   |
| Gamereactor (Sweden)  | 18 januari 2007  | 30%   |
| The Video Game Critic | 23 januari 2007  | 25%   |